# Enodognathus gilleti
Enodognathus gilleti är en skalbaggsart som beskrevs av Eugène Benderitter 1920. 
Enodognathus gilleti ingår i släktet Enodognathus och familjen Ochodaeidae. Inga underarter finns listade i Catalogue of Life.